# 大观帖

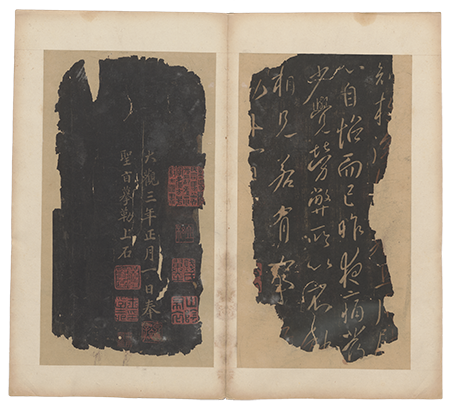
中国艺术研究院馆藏《大观帖》拓本，可见“大观三年正月一日奉圣旨摹勒上石”字样

《大观帖》 是宋徽宗大观三年（1109年）所刻丛帖，共十卷。它在《淳化阁帖》的基础上，修改了部分帖子的次序并更正了错误信息。宋徽宗后来将它与《秘阁续帖》《书谱》《十七帖》收藏于太清楼，合称《太清楼帖》。
这部丛帖刻工精湛，曾宏父说“大观之本愈于淳化”。其拓本基本仅做赏赐之用，世上流传不多，原刻石在北宋亡后失蹤，但至今尚有七卷宋拓本存世，見於故宮博物院、中國藝術研究院和南京大学考古与艺术博物馆等地。

## 内容
《大觀帖》是在《淳化阁帖》的基礎上，由宋徽宗下令龙大渊主持修訂、蔡京主持刻石，原貼上標題等處為蔡京手書。
《大观帖》共十卷，每卷末尾都有楷书“大观三年正月一日奉圣旨摹勒上石”字样，因此得名“大观帖”。宋徽宗依照内府所藏法帖，修改了《淳化阁帖》部分帖子的次序并更正了错误信息。其开本比《淳化閣帖》更大，但由於修改了原貼排版，如每行增添字数，打断了原贴运笔行气，此外也仍存在个别摹寫出錯的地方。
其第一卷收錄的是歷代帝王書法，二三四卷為歷代名臣書法，五卷為其他書法家作品，六七八為王羲之，九十為王獻之。

## 流傳
其拓本基本仅做赏赐之用，世上流传不多，原刻石在北宋亡后被金人擄走，金时在开封，金亡后失踪。开禧之后曾有《大觀帖》拓本在榷场出现，可能是金人拓本，后世俗稱“榷场本”，但字跡已有殘缺，如为避完颜亮讳磨去“亮”字，拓工也不好。到明清時期，十卷全已很難見到，残本也流传很少。